# 黄巣の乱
黄巣の乱（こうそうのらん）は中国唐末の874年に起きた反乱。

## 乱勃発まで
政治の腐敗と天災が重なり、859年の裘甫の乱・868年の龐勛の乱など反乱が続発していた。これに続いて起きたのが、これら反乱の最大にして最後の大爆発である黄巣の乱である。
870年くらいから唐では旱魃・蝗害などの天災が頻発しており、農民の窮迫は深刻なものとなっていた。874年の上奏によると長安と洛陽の中間地点から東の海に至るまでの広い地域が干害に襲われ、麦の収穫は半分となり、民衆はヨモギやエンジュの葉を食べてしのいでいた。普通の凶作であるならば他のところに移るのだが、地域一帯が全て飢饉なのでどうにもならないという状態であった。しかし官はこれらの窮民を救おうとせずにその実情を上に報告することを怠った。自分の担当地域で飢饉による人口減少が起きることが自分の査定に響くからである。さらに乱勃発後の875年には旱魃が起きた地域に蝗が来襲し、緑の物を食べ尽くした。その被害は首都長安付近まで及んだが、長安周辺を担当する京兆尹が時の皇帝僖宗に出した被害報告が「蝗は穀物を食べず、みなイバラを抱いて死せり」というでたらめなものであった。
このような状態に対して874年（あるいは875年）に濮州の元塩賊の王仙芝が滑州で挙兵、これに同じく曹州の塩賊の黄巣が呼応した。
この地域は先に挙げた天災の被害の酷かった地域であり、また龐勛の乱の残党たちが活動していた地域であった。王仙芝・黄巣ともに挙兵のときは数千の規模だったのだが、窮迫農民や群盗などを吸収して瞬く間に反乱は大規模なものとなった。

## 乱前期
これらの軍団を率いて、特定の根拠地は持たず、山東・河南・安徽を略奪しては移動という行動を繰り返した。途中で藩鎮軍などの攻撃を受けることもあったが、根拠地を持たないので手薄な場所へ逃げることで勢力を維持することができた。このような流れては略奪という行動を流寇といい、そのような集団を流賊と呼ぶ。
唐政府は乱に対して王仙芝を禁軍の下級将校のポストを用意して懐柔しようとしたが、黄巣には何ら音沙汰がなかったため黄巣は強く反対。これを機に黄巣と王仙芝は別行動を取ることになる。その後の878年に王仙芝は唐軍の前に敗死。その残党を合わせた黄巣軍は江南へと向かうが両浙・福建を経て、879年に広州へと入った。
広州は当時の唐の海外交易の中心地であり、この地には大食（タージー）と呼ばれたアラビア商人が多数居留していた。広州入城直前に黄巣は天平軍節度使の職を次いで嶺南節度使の職を唐政府に対して要求した。天平軍節度使は黄巣たちの故郷である濮州・曹州・鄆州の三州を管し、嶺南節度使は広州を管する。唐政府はこの要求を拒否し、代わりに東宮（皇太子の宮殿）の警備師団長の役職を与えると言ってきた。
この返答に怒った黄巣は広州に対して徹底的に略奪と破壊を行った。イスラム側の記録によれば、イスラム教徒・ユダヤ教徒・キリスト教徒（景教）など合わせて12万人が殺されたという。この時の被害により広州は交易港としての機能を失い、回復するまでに数十年を要した。

## 乱後期

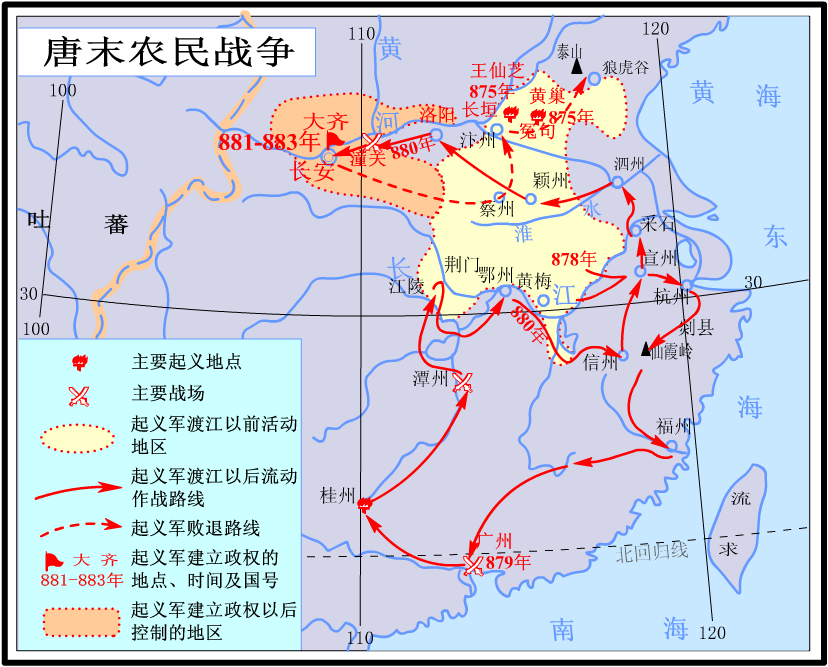
黄巣軍の進路

しかし南方の気候になれない黄巣軍には病人が続出し、黄巣は北へ帰ることにした。
広州から西江を遡上して桂州に至り、そこから北上して長江を渡るも現地の藩鎮軍に大敗して、再び長江を南に渡って東へと進路を変えた。東へ進む間にも藩鎮軍の攻撃を受けて度々敗北し、軍内の病人も増えていた。この時期、黄巣は唐への降伏を考えるほどに至ったようである。
しかし苦難の末に880年に官軍の虚を突いて、采石（現在の南京市の少し上流）で長江を渡り、そこから洛陽南の汝州に入った。ここで自ら天補平均大将軍を名乗る。同年の秋に洛陽を陥落させる。さらに西へ進軍し、長安の東の守りである潼関を突破し、その5日後には長安を占領した。唐皇帝・僖宗は成都へと避難した。
黄巣は長安で皇帝に即位し、国号を大斉とし、金統と改元した。長安に入城した後の黄巣軍は貧民がいればこれに施しをしたが、官吏や富豪を憎んで略奪を行い、黄巣も統御できないほどであった。一方で唐の三品以上の高官は追放したが、四品以下の官僚はその職に残した。貧民や群盗出身の黄巣軍の兵士たちに官僚としての仕事が出来るわけはないので、唐の官僚をそのまま採用せざるをえないのであった。
その後、黄巣軍には深刻な食糧問題が生じた。元々長安の食料事情は非常に悪く、江南からの輸送があって初めて成り立っていたのである。長安を根拠として手に入れた黄巣軍だったが、それによりかつてのように攻められれば逃げるという行動が取れなくなり、他の藩鎮勢力により包囲され、食料の供給が困難となった。長安周辺では過酷な収奪が行われ、穀物価格は普段の1000倍となり、食人が横行した。この状況で882年、黄巣軍の同州防御使であった朱温（後の朱全忠）は黄巣軍に見切りを付け官軍に投降した。さらに突厥沙陀族出身の李克用が大軍を率いて黄巣討伐に参加。
883年に黄巣軍は李克用軍を中核とする唐軍に大敗。もはや維持するのが困難になった長安を黄巣軍は退去し、河南へ入るが、ここで李克用の追撃を受けて再び大敗。黄巣軍は壊滅し、黄巣は泰山の狼虎谷にておいに首を打たせて果てた。884年6月のことで、10年に渡った黄巣の乱は終結した。

## 乱後
翌885年に僖宗は成都から長安へと戻るが、各地の藩鎮勢力は唐から自立化して独自の軍閥勢力となっており、唐は長安周辺を保持するだけの一地方政権へと堕落した。この後、朱全忠や李克用ら藩鎮勢力が相争う時代となり、乱終結からおおよそ20年後の907年に朱全忠によって唐は滅びた。